# Dirk van der Hoff
Dirk van der Hoff (Dordrecht, 2 september 1814 – Potchefstroom (Zuid-Afrikaansche Republiek), 9 oktober 1881) was predikant van de Nederduitsch Hervormde Kerk van Afrika, een van de kerken in Zuid-Afrika die staan in de traditie van de Nederduitse Gereformeerde Kerk.

## Vroege leven
Van der Hoff was de tweede zoon van Pieter van der Hoff, een winkelier en zijn vrouw, Jacoba Botbijl. Hij kreeg zijn opleiding in de Latijnse school in Dordrecht en in 1833 werd hij theologiestudent in Leiden. Op 12 september 1833 werd hij ingeschreven als theologiestudent aan de Universiteit van Leiden. Zijn opleiding werd beïnvloed door de nieuwere, supranaturalistische theologische stroming. In mei 1840 slaagde hij voor het kandidaatsexamen en kon hij beroepen worden als predikant. In Nederland, waar destijds een overschot aan jonge predikanten was, bracht echter geen enkele gemeente een beroep op hem uit.
Op 25 mei 1845 trouwde hij in Dordrecht met Anna Maria van Otterloo, de dochter van Arnoldes van Otterloo, met wie hij één dochter (overleden in 1878) en twee zoons kreeg.
In afwachting van een beroep maakte hij een aantal reizen in het buitenland. Hij overwoog om naar de Kaapkolonie of Natal te emigreren en daar predikant te worden. Toen hij professor U.G. Lauts ontmoette, die op zoek was naar geestelijken en leraren voor de Voortrekkers, had hij snel zijn besluit genomen. In 1852 nam Lauts namens de Volksraad van de Afrikaanse Hollanders, ten noorden van de rivier de Vaal in Zuid-Afrika, Van der Hoff voor vijf jaar als predikant in dienst.

## Vroege jaren in Zuid-Afrika
Nadat Lauts Van der Hoff had geholpen met het vinden van vervoer naar Kaapstad, bereikten hij en zijn vrouw in november 1852 die stad. Hij werd verwelkomd door J.J.H. Smuts, redacteur van De Zuid-Afrikaan, die gedurende het grootste deel van zijn verblijf aan de Kaap zijn gastheer was. Hij werd tot de Nederduitse Gereformeerde Kerk toegelaten, maar weigerde de eed van trouw aan de Britse autoriteiten af te leggen, aangezien hij was beroepen door de Boeren in Transvaal, die juist bewust de Britse Kaapkolonie hadden verlaten. Terwijl hij wachtte op de overtocht naar Transvaal, hield hij diensten in de Groote Kerk in Kaapstad, in Wynberg en in de Lutherse kerk.
In april 1853 vertrok Van der Hoff met zijn vrouw en pasgeboren dochter via Natal naar Transvaal. In Natal preekte Van der Hoff in Pietermaritzburg en Ladysmith en kreeg ook een uitnodiging om predikant van New Germany te worden. In mei 1853 kwam hij aan in Potchefstroom, waar hij als predikant werd geaccepteerd. Hij was hierdoor de eerste predikant in Transvaal.
Omdat er veel wanorde en verdeeldheid in de Transvaalse gemeenschap was, stond Van der Hoff voor een enorm ingewikkelde opdracht. In de pioniersgemeenschap was er geen geregelde overheid en de communicatiemiddelen waren uiterst primitief. Hij pleitte er aanvankelijk voor dat de Transvaalse kerkelijke gemeenten zich bij Kaapse Nederduitse Gereformeerde Kerk zouden aansluiten. Toch identificeerde hij zich al snel met de strijd voor een onafhankelijke kerk in de Transvaalrepubliek, die vorm kreeg in de Nederduitsch Hervormde Kerk van Afrika. De Algemene Kerkvergadering van deze Transvaalse gemeenten erkende Van der Hoff als rechtmatig gewijd met geheel Transvaal als zijn werkgebied.
Niet iedereen was het eens met het besluit om de banden met de Nederduitse Gereformeerde Kerk te verbreken, wat leidde tot een aantal verhitte debatten over het kerkbestuur tijdens vergaderingen van de Nederduitsch Hervormde Kerk.  Daarnaast hadden conservatieve gemeenteleden moeite met de supranaturalistische opvattingen van Van der Hoff, wat leidde tot een tweede kerkscheuring toen een aantal leden zich op 11 februari 1859 in Rustenburg afscheidden en op een vergadering met ds. Dirk Postma de Gereformeerde Kerk stichtten. Van zijn kant heeft ds. Van der Hoff geprobeerd om door middel van het compromis een oplossing te zoeken voor hen die bezwaard worden door het zingen van de verlichte Evangelische gezangen in de kerkdiensten. Het opmerkelijke aan deze scheiding is dat deze in der minne plaatsvond, de persoonlijke relatie tussen de predikanten Van der Hoff en Postma bleef goed en de twee groepen stonden niet lijnrecht tegenover elkaar. De scheiding kan worden gezien als de consequentie van een meningsverschil dat reeds in 1855 door ds. Van der Hoff werd benoemd in de pastorale brief van de Algemene Kerkvergadering, "Een stem uit Mooi River".

## Latere carrière
Van der Hoff bezocht Potchefstroom en Marico regelmatig, en stichtte gemeentes in Suikerbosrand, Onder-Vaalrivier (grofweg het huidige Wolmaransstad, Bloemhof, Makwassie en Christiana ), Pretoria, Draakberg (in de omgeving van het huidige Volksrust en Wakkerstroom ), Klerksdorp, Losberg en Rustenburg. Dit betekende dat hij vrijwel voortdurend onderweg was, meestal per ossenwagen. Tijdens zijn reizen brak hij tweemaal een arm en eenmaal een been. Hierdoor moest hij een tijdlang zittend de kerkdiensten leiden.
Van der Hoff werd om advies gevraagd over vrijwel alle aspecten van de toen nog ongereguleerde Transvaalse samenleving. In 1853 stelde de Volksraad het 'Van der Hoff-reglement van orde' voor het onderwijs vast, waarin werd bepaald dat de kerk toezicht zou blijven houden op het onderwijs. Na de invoering van de grondwet van Transvaal (1857), waarin het onderwijs aan de staat werd toevertrouwd, was Van der Hoff tot 1867 de voorzitter van de Onderwijsraad.
Ook op politiek vlak was hij actief. Zo diende hij in 1855 zijn ontslag in uit protest, toen de Volksraad een ontwerp van grondwet verwierp, maar trok het weer in toen het wetsvoorstel in principe werd aangenomen. Met de goedkeuring van de grondwet in januari 1857 werd de Vierkleur, ontworpen door Van der Hoff en zijn broer, ook aangenomen als vlag van de Transvaalse Republiek. Ds. Van der Hoff verzorgde in Potchefstroom, Rustenburg en Pretoria het godsdienstige deel van de plechtigheden ter gelegenheid van het eerste hijsen van de Transvaalse vlag. Voor deze gelegenheid schreef hij ook een vlaggelied, dat kan worden beschouwd als het eerste volkslied van Transvaal.
Door de goedkeuring van de grondwet van 1857 werd de Nederduitsch Hervormde Kerk de staatskerk van Transvaal. Toen president Pretorius in 1857 de kerkenraad van Potchefstroom vroeg om een rapport over de financiën van de gemeente aan de Volksraad voor te leggen, werd zijn verzoek afgewezen. In een brief aan de president stelt Van der Hoff dat de kerk op geen enkele manier onderworpen is aan de staat. Hij stelde ook al in 1857 een eerste kerkorde op, die de Volksraad echter niet accepteerde. Dit gebeurde pas met de Kerkwet van 1862, die de Volksraad in oktober 1863 bekrachtigde als "Reglementen" van de Nederduitsch Hervormde Kerk. In 1857 publiceerde hij Een stem uit Kaapstad van de advocaat Brand weergalmde in Mooi River ... met enkele opmerkingen en aanvullingen uitgegeven door D. van der Hoff.
Toen in 1861 A.J. Begemann predikant werd in Pretoria, G.W. Smits naar Rustenburg vertrok en in 1864 N.J. van Warmelo in Soutpansberg aankwam, werd de omvang van Van der Hoffs werk beperkt. Maar toen de dominee F. Lion Cachet in 1865 en later ruzie kreeg in de kerk, kwam hij opnieuw in de problemen. Vanaf december 1868 was hij ook betrokken bij een publiek meningsverschil met J.L. Jooste, predikant van de Nederduitse Gereformeerde Kerk in Potchefstroom.

## Laatste jaren
Op 28 mei 1878 wordt het 25-jarig jubileum gevierd van het predikantschap van Van der Hoff met een groots feest in Potchefstroom. De grote opkomst en de toespraak van de commissie van de Algemene Kerkvergadering benadrukken de genegenheid en achting die hij genoot van degenen die hem kenden en met hem werkten. Onder zijn leiding groeide de Nederduitsch Hervormde Kerk en in 1878 was het een welvarende kerkgemeenschap met 19.500 leden, bediend door zeven predikanten.
Dominee N.J. van Warmelo leidde in 1881 zijn begrafenisdienst in Potchefstroom. In oktober 1920 restaureerde de kerkenraad van de plaatselijke Nederduitsch Hervormde gemeente zijn graf en plaatste er een monument.
Een bronzen buste van Dirk van der Hoff gemaakt door Coert Steynberg bevindt zich in het Van der Hoff-gebouw in Pretoria en een ander is eigendom van de Nederduitsch Hervormde gemeente van Potchefstroom.